# Hannes Reichelt
Hannes Reichelt (ur. 5 lipca 1980 w Altenmarkt im Pongau) – austriacki narciarz alpejski, dwukrotny medalista mistrzostw świata seniorów i juniorów.

## Kariera
Po raz pierwszy na arenie międzynarodowej pojawił się 22 sierpnia 1995 roku w Thredbo, gdzie w zawodach FIS Race zajął 37. miejsce w gigancie. W 2000 roku wystartował na mistrzostwach świata juniorów w Quebecu, zdobywając brązowe medale w supergigancie i kombinacji. Był tam też piąty w slalomie.
W zawodach Pucharu Świata zadebiutował 7 grudnia 2001 roku w Val d’Isère, gdzie nie ukończyła supergiganta. Pierwsze pucharowe punkty wywalczył 20 grudnia 2002 roku w Val Gardena, zajmując drugie miejsce w tej samej konkurencji. W zawodach tych rozdzielił Didiera Défago ze Szwajcarii i Marco Büchela z Liechtensteinu. Blisko trzy lata później, 1 grudnia 2005 roku w Beaver Creek odniósł swoje pierwsze zwycięstwo, wygrywając supergiganta i wyprzedzając Kanadyjczyka Erika Guaya i swego rodaka, Matthiasa Lanzingera. Najlepsze wyniki osiągnął w sezonie 2011/2012, kiedy zajął piąte miejsce w klasyfikacji generalnej. W sezonie 2007/2008 wywalczył Małą Kryształową Kulę, a w sezonach 2013/2014 i 2014/2015 zajmował drugie miejsce w klasyfikacji zjazdu.
Na mistrzostwach świata w Vail/Beaver Creek w 2015 roku wywalczył złoty medal w supergigancie, wyprzedzając Kanadyjczyka Dustina Cooka i Francuza Adriena Théaux. Na rozgrywanych cztery lata wcześniej mistrzostwach świata w Garmisch-Partenkirchen w tej samej konkurencji zajął drugie miejsce, rozdzielając Włocha Christofa Innerhofera i Ivicę Kostelicia z Chorwacji. Był też czwarty w supergigancie podczas mistrzostw świata w Schladming, przegrywając walkę o podium z Akselem Lundem Svindalem z Norwegii  o 0,33 sekundy. W 2006 roku wystartował na igrzyskach olimpijskich w Turynie, zajmując dziesiąte miejsce w supergigancie.
W marcu 2021 r. ogłosił zakończenie kariery.

## Osiągnięcia

### Igrzyska olimpijskie
| Miejsce | Dzień     | Rok  | Miejscowość | Konkurencja | Czas biegu | Strata | Zwycięzca           |
| ------- | --------- | ---- | ----------- | ----------- | ---------- | ------ | ------------------- |
| 10.     | 18 lutego | 2006 | Sestriere   | Supergigant | 1:30,65    | +0,74  | Kjetil André Aamodt |
| 12.     | 15 lutego | 2018 | Pjongczang  | Zjazd       | 1:40,25    | +1,51  | Aksel Lund Svindal  |
| 11.     | 16 lutego | 2018 | Pjongczang  | Supergigant | 1:24,44    | +0,96  | Matthias Mayer      |

### Mistrzostwa świata
| Miejsce | Dzień     | Rok  | Miejscowość  | Konkurencja | Czas biegu | Strata | Zwycięzca           |
| ------- | --------- | ---- | ------------ | ----------- | ---------- | ------ | ------------------- |
| DNF1    | 2 lutego  | 2003 | Sankt Moritz | Supergigant | 1:38,80    | -      | Stephan Eberharter  |
| DNF1    | 14 lutego | 2007 | Åre          | Gigant      | 2:19,64    | -      | Aksel Lund Svindal  |
| 30.     | 13 lutego | 2009 | Val d’Isère  | Gigant      | 2:18,82    | -      | Carlo Janka         |
| 2.      | 9 lutego  | 2011 | Ga-Pa        | Supergigant | 1:38,31    | +0,60  | Christof Innerhofer |
| 16.     | 12 lutego | 2011 | Ga-Pa        | Zjazd       | 1:58,41    | +2,58  | Erik Guay           |
| 4.      | 6 lutego  | 2013 | Schladming   | Supergigant | 1:23,96    | +0,55  | Ted Ligety          |
| DNF1    | 9 lutego  | 2013 | Schladming   | Zjazd       | 2:01,32    | -      | Aksel Lund Svindal  |
| 1.      | 5 lutego  | 2015 | Beaver Creek | Supergigant | 1:15,68    | -      | -                   |
| 13.     | 7 lutego  | 2015 | Beaver Creek | Zjazd       | 1:43,18    | +0,94  | Patrick Küng        |
| 10.     | 9 lutego  | 2017 | Sankt Moritz | Supergigant | 1:25,38    | +1,09  | Erik Guay           |
| 17.     | 12 lutego | 2017 | Sankt Moritz | Zjazd       | 1:38,91    | +1,08  | Beat Feuz           |

### Mistrzostwa świata juniorów
| Miejsce | Dzień     | Rok  | Miejscowość | Konkurencja | Czas biegu | Strata    | Zwycięzca          |
| ------- | --------- | ---- | ----------- | ----------- | ---------- | --------- | ------------------ |
| 11.     | 21 lutego | 2000 | Québec      | Zjazd       | 1:10,77    | +1,29     | Thomas Graggaber   |
| 3.      | 22 lutego | 2000 | Québec      | Supergigant | 1:15,69    | +0,82     | Klaus Kröll        |
| 5.      | 25 lutego | 2000 | Québec      | Slalom      | 1:52,95    | +0,89     | Daniel Défago      |
| 15.     | 26 lutego | 2000 | Québec      | Gigant      | 1:52,09    | +1,52     | Georg Streitberger |
| 3.      | 26 lutego | 2000 | Québec      | Kombinacja  | 31,36 pkt  | +7,70 pkt | Matthias Lanzinger |

### Puchar Świata

#### Miejsca w klasyfikacji generalnej
- sezon 2002/2003: 42.
- sezon 2003/2004: 138.
- sezon 2004/2005: 95.
- sezon 2005/2006: 20.
- sezon 2006/2007: 48.
- sezon 2007/2008: 10.
- sezon 2008/2009: 41.
- sezon 2009/2010: 27.
- sezon 2010/2011: 23
- sezon 2011/2012: 5.
- sezon 2012/2013: 8.
- sezon 2013/2014: 12.
- sezon 2014/2015: 6.
- sezon 2015/2016: 16.
- sezon 2016/2017: 10.
- sezon 2017/2018: 10.
- sezon 2018/2019: 27.

#### Zwycięstwa w zawodach
1. Beaver Creek – 1 grudnia 2005 (supergigant)
2. Beaver Creek – 3 grudnia 2007 (supergigant)
3. Whistler – 23 lutego 2008 (gigant)
4. Bormio – 13 marca 2008 (supergigant)
5. Hinterstoder – 5 lutego 2011 (supergigant)
6. Bormio – 29 grudnia 2012 (zjazd)
7. Kitzbühel – 25 stycznia 2014 (zjazd)
8. Beaver Creek – 6 grudnia 2014 (supergigant)
9. Wengen – 18 stycznia 2015 (zjazd)
10. Garmisch-Partenkirchen – 28 lutego 2015 (zjazd)
11. Garmisch-Partenkirchen – 28 stycznia 2017 (zjazd)
12. Aspen – 16 marca 2017 (supergigant)

#### Pozostałe miejsca na podium w zawodach
1. Val Gardena – 20 grudnia 2002 (supergigant) – 2. miejsce
2. Lillehammer – 13 marca 2003 (supergigant) – 3. miejsce
3. Kitzbühel – 20 stycznia 2006 (supergigant) – 3. miejsce
4. Adelboden – 5 stycznia 2008 (gigant) – 3. miejsce
5. Whistler – 21 lutego 2008 (supergigant) – 2. miejsce
6. Alta Badia – 21 grudnia 2008 (gigant) – 3. miejsce
7. Kvitfjell – 7 marca 2010 (supergigant) – 2. miejsce
8. Lake Louise – 26 listopada 2011 (zjazd) – 3. miejsce
9. Alta Badia – 18 grudnia 2011 (gigant) – 2.miejsce
10. Wengen – 14 stycznia 2012 (zjazd) – 2.miejsce
11. Garmisch-Partenkirchen – 28 stycznia 2012 (zjazd) – 3. miejsce
12. Crans-Montana – 26 lutego 2012 (gigant) – 3. miejsce
13. Schladming – 14 marca 2012 (zjazd) – 3. miejsce
14. Beaver Creek – 1 grudnia 2012 (supergigant) – 3. miejsce
15. Wengen – 19 stycznia 2013 (zjazd) – 3. miejsce
16. Kitzbühel – 26 stycznia 2013 (zjazd) – 3. miejsce
17. Beaver Creek – 6 grudnia 2013 (zjazd) – 2. miejsce
18. Beaver Creek – 7 grudnia 2013 (supergigant) – 3. miejsce
19. Bormio – 29 grudnia 2013 (zjazd) – 2. miejsce
20. Wengen – 18 stycznia 2014 (zjazd) – 2. miejsce
21. Val Gardena – 20 grudnia 2014 (supergigant) – 3. miejsce
22. Saalbach – 21 lutego 2015 (zjazd) – 3. miejsce
23. Santa Caterina – 29 grudnia 2015 (zjazd) – 2. miejsce
24. Wengen – 16 stycznia 2016 (zjazd) – 2. miejsce
25. Kitzbühel – 22 stycznia 2016 (supergigant) – 3. miejsce
26. Santa Caterina – 27 grudnia 2016 (supergigant) – 2. miejsce
27. Kvitfjell – 26 lutego 2017 (supergigant) – 2. miejsce
28. Lake Louise – 26 listopada 2017 (supergigant) – 3. miejsce
29. Beaver Creek – 1 grudnia 2017 (supergigant) – 3. miejsce
30. Kitzbühel – 20 stycznia 2018 (zjazd) – 3. miejsce

- W sumie (12 zwycięstw, 12 drugich i 18 trzecich miejsc).